# Liste des soumissions à la 29e cérémonie des Oscars pour le meilleur film en langue étrangère
Lors de la 29e cérémonie des Oscars, l'Oscar du meilleur film en langue étrangère devint compétitif après avoir été irrégulièrement attribué, sans procédure de nominations. Pour la première fois, chaque pays qui le souhaite, par un comité spécial pouvait désigner un film qui le représente.
Le film doit être non-anglophone, produit par une compagnie étrangère et devait être exploité dans une période allant du 1er janvier au 30 novembre 1956. Une sortie aux États-Unis n'était pas obligatoire. L'Académie pouvait accepter deux films d'un même pays s'il y avait égalité des votes.
Huit films furent proposés, cinq furent nommés. La strada fut le premier vainqueur.
- La strada de Federico Fellini •  Italie
  - La Harpe de Birmanie (Biruma no tategoto) de Kon Ichikawa •  Japon
  - Le Capitaine de Köpenick (Der Hauptmann von Köpenick) Helmut Käutner •  Allemagne de l'Ouest
  - Gervaise de René Clément •  France
  - Qivitoq de Erik Balling •  Danemark

Trois films furent proposés mais non-nommés :
- Anak dalita (en) de Lamberto V. Avellana (en) •  Philippines
- Après-midi de taureaux (Tarde de toros) de Ladislas Vajda •  Espagne
- Ratataa (en) de Hasse Ekman •  Suède